# 庾準
庾（732年—782年），常州（今江苏省常州市）人，唐朝官员。

## 生平
庾準以门荫入仕，依附宰相王缙，王缙于是推荐他为职方郎中、知制诰、中书舍人。庾準无学术、寡文学，以阿谀奉承升官，被时论所讥笑。再改任御史中丞、尚书左丞。王缙获罪，庾準出京担任汝州刺史。再入京担任司农卿，他与杨炎关系好。杨炎想要杀刘晏，知到庾準与刘晏有矛盾，于是用其为荆南节度使。庾準于是上奏得到刘晏和朱泚的书信，对朝廷有怨恨，还召补州兵以拒命。于是先杀刘晏，然后下诏赐自尽。杨炎以杀刘晏征召庾准为尚书左丞。建中三年（782年）六月丁巳，庾準卒，时年五十一岁。赠工部尚书。

## 家族
父亲庾光先，天宝年间，官至文部侍郎。
妻子为博陵崔氏，膳部员外郎崔藏之之女

## 延伸阅读
[在维基数据编辑]
 《舊唐書/卷118》，出自刘昫《舊唐書》